# Daniel Murray
Daniel Murray (Arklow, 18 de abril de 1768 - Dublín, 26 de febrero de 1852) fue un prelado católico irlandés que ocupó la sede de la arquidiócesis de Dublín, férreo defensor de los derechos de los católicos en Irlanda, fundador de escuelas y hospitales, y cofundador de dos congregaciones religiosas femeninas, las Hermanas de la Caridad de Irlanda y las Hermanas de la Misericordia.

## Biografía
Daniel Murray nació en Sheepwalk, localidad del municipio de Arklow, en el Condado de Wicklow en Irlanda, el 18 de abril de 1768, en el seno de una familia de granjeros. Sus padres fueron Thomas y Judith Murray. Sus primeros estudios los realizó en la escuela jesuita del Saul's Court. Ingresó al seminario diocesano a los 16 años y fue enviado por el arzobispo de Dublín, John Carpenter, a estudiar a la Universidad de Salamanca, donde estudió la filosofía y la teología. Fue ordenado sacerdote en 1792, con solo 23 años de edad, y nombrado párroco de la iglesia de San Pablo en Dublín. En 1798 fue trasladado a la parroquia de Arklow. Estaba allí cuando estalló la Rebelión irlandesa de 1798, de la que se escapó, huyendo a la capital. El obispo John Thomas Troy le nombró párroco en la iglesia de Santa María en Upper Liffey Street.
El papa Pío VII le nombró obispo coadjutor de Dublín el 30 de junio de 1809, al tiempo que le concedía el título de arzobispo de Hierapolis in Phrygia. Fue consagrado el 30 de noviembre siguiente, de manos del arzobispo John Thomas Troy. En 1811 fue nombrado administrador de la iglesia de San Andrés. Allí conoció a María Aikenhead, con quien fundó, en 1815, la Congregación de Hermanas de la Caridad de Irlanda. durante este tiempo, fue director del St Patrick's College, en Maynooth.
A la muerte del arzobispo John Troy, el papa Pío VII nombró a Murray como su sucesor en la sede la arquidiócesis de Dublín. Durante su episcopado, Murray terminó la construcción de la catedral, disfrutó de la confianza de los papas, fue respetado por el gobierno británico y estableció organizaciones benéficas y asociaciones religiosas para la atención de la educación de los niños y la atención de los pobres. El arzobispo fundó el Hospital San Vicente, junto a María Aikenhead, animó al establecimiento de la Congregación de los Hermanos Cristianos en Dublín y fundó otra congregación religiosa femenina, las Hermanas de la Misericordia, junto a Catalina McAuley.
En el campo de la política, Murray fue un fuerte opositor del Real veto del nombramiento de los obispos (1808-1829), fue testigo de la Emancipación católica, aunque se mantuvo al margen de la Asociación por la Derogación, fue partidario del Acta de Ayuda Católica de 1829, aprobó el programa de Educación Nacional de Stanley, estuvo entre los primeros Comisionados de Educación y participó del Sínodo de Thurles por el que se establecía una Universidad Católica en Irlanda. Murray murió el 26 de febrero de 1852, dos meses antes de cumplir 84 años. Fue enterrado en la Procatedral de Santa María (Dublín), con un monumento erigido en su memoria.